# Goryphus seminiger
Goryphus seminiger là một loài tò vò trong họ Ichneumonidae.